# إيرنيستو أمبروزيني
إيرنيستو أمبروزيني (بالإيطالية: Ernesto Ambrosini)‏ هو عداء المسافات المتوسطة إيطالي، ولد في 29 سبتمبر 1894 في مونزا في إيطاليا، وتوفي بنفس المكان في 4 نوفمبر 1951.

## وصلات خارجية
- إيرنيستو أمبروزيني على موقع الاتحاد الإيطالي لألعاب القوى (الإيطالية)
- إيرنيستو أمبروزيني على موقع اللجنة الأولمبية الدولية (الإنجليزية)
- إيرنيستو أمبروزيني على موقع أوليمبيديا (الإنجليزية)
- إيرنيستو أمبروزيني على موقع اللجنة الأولمبية الإيطالية (الإيطالية)